# 礼教
禮教，即禮儀教化，指中国传统文化中的礼乐文化，因其重視名份，又稱名教，即以名為教。禮教思想诞生于西周时期，其本质上是森严的等级制度和对性别、伦理、生活方式等的礼仪控制，伴随着宗法制，統治影響着中華文明三千年之久。對名教系統的破壞行為稱為「僭越」。
《孔子家語》稱“敦禮教，遠罪疾，則民壽矣！”凌廷堪说：“上古圣王所以治民者，后世圣贤之所以教民者，一礼字而已”。魏晉時“名教”泛指整個社會人倫秩序。宋人袁燮《又乞歸田裡第一奏》：“公論弗容，士友交謫，皆以為名教罪人，臣實懼也。”

## 僭越
僭越就是指做出超越自身階級應有的行為，儒家認為這樣會破壞名教系統。
最經典也最常見諸典籍的「僭越」就是指顛覆國家政權正統，自立為皇帝的人，比如王莽和袁术等人（实际上袁术的僭越并非称帝）。
其他具體的僭越行為有擁有大量兵馬刀甲（不符合身份或詔命者）、私造皇宮和皇帝用品（車乘、冠服、稱號）等。
中國歷史中把商人置放「士農工商」之末也是防止僭越行為的產生。商人的錢和權再大，也不能超越皇家，為皇家服務的士大夫地位最高，而把「投機者」的商人置於農民及工匠之下。所以貴族通常不會與商人家庭通婚。明太祖朱元璋甚至颁令，商人只许穿布衣，不得穿绫罗绸缎。

## 批判
阮籍痛斥禮教毒害人民，鮑敬言認為禮教「救禍而禍彌深」。

「吃人的禮教」一語出自吳虞〈吃人與禮教〉一文：
|  | 孔二先生的禮教講到極點，就非殺人吃人不成功，這真是殘酷極了！一部歷史裡面，講道德、說仁義的人，時機一到，他就直接間接地都會吃起人肉來。就是現在的人，或者也有沒做過吃人的事，但他們想吃人，想咬你幾口出氣的心，總未必打掃得乾乾淨淨。……我們應該明白了：吃人的就是講禮教的，講禮教的就是吃人的呀！ |

魯迅小說《狂人日記》總結兩千多年的禮教：
|  | 我翻開歷史一查，這歷史沒有年代，歪歪斜斜的每頁上都寫著『仁義道德』幾個字，我橫豎睡不著，仔細看了半夜，纔從字縫裡看出字來，滿本都寫著兩個字『吃人』。 |